# Zoran Knežević (astronomo)
Zoran Knežević (Osijek, 23 agosto 1949) è un astronomo serbo.
Si è laureato in astronomia nel 1972 all'Università di Belgrado ed ha conseguito il master e il dottorato rispettivamente nel 1976 e nel 1989.
Il Minor Planet Center gli accredita la scoperta dell'asteroide 3176 Paolicchi effettuata il 13 novembre 1980.
Gli è stato dedicato l'asteroide 3900 Knežević.